# NGC 6516
NGC 6516 (również PGC 61109) – galaktyka spiralna (S), znajdująca się w gwiazdozbiorze Smoka. Odkrył ją Heinrich Louis d’Arrest 27 października 1861 roku.